# Cicuta
- Commons
- Wikispecies

Cicuta L. (também chamado abioto, em alguns lugares de Portugal) é um género de plantas apiáceas que compreende quatro espécies muito venenosas, nativas das regiões temperadas do Hemisfério Norte, especialmente da América do Norte. São plantas herbáceas perenes, que crescem até 1-2 metros.
É também o nome comum do veneno extremamente poderoso produzido pela planta conhecida por cicuta (Conium maculatum), nativa da Europa, do Médio Oriente e da bacia mediterrânica. A principal causa de sua toxicidade é a presença da substância cicutoxina. Além do seu uso para a ponta de flechas, este veneno ficou conhecido como «veneno de Sócrates» porquanto que o filósofo grego o tomou num processo de auto-envenenamento da época por ser acusado de ateísmo e corrompimento dos jovens gregos; antes de falecer, segundo Platão, seu mestre incutiu uma dúvida a seus acusadores: "E agora chegou a hora de nós irmos, eu para morrer, vós para viver; quem de nós fica com a melhor parte ninguém sabe, exceto os deuses."

## Espécies
- Cicuta bulbifera
- Cicuta douglasii
- Cicuta maculata
- Cicuta virosa
- «Lista completa»

.

## Classificação do gênero
| Sistema | Classificação                    | Referência               |
| ------- | -------------------------------- | ------------------------ |
| Linné   | Classe Pentandria, ordem Digynia | Species plantarum (1753) |